# Canthocamptus mobilensis
Canthocamptus mobilensis is een eenoogkreeftjessoort uit de familie van de Canthocamptidae. De wetenschappelijke naam van de soort is voor het eerst geldig gepubliceerd in 1887 door Herrick.